# The Magnificent Moodies
The Magnificent Moodies es el álbum debut de estudio de la banda británica The Moody Blues, publicado originalmente en el Reino Unido, y el primer y único álbum en presentar a la formación de R&B del guitarrista Denny Laine, el bajista Clint Warwick, el tecladista Mike Pinder, el flautista y percusionista Ray Thomas y el baterista Graeme Edge. Las voces principales fueron compartidas por Laine, Pinder y Thomas. El álbum es una colección de canciones de R&B y merseybeat, incluyendo el cover de «Go Now», producido por Alex Wharton. La edición estadounidense del LP, con un repertorio de canciones ligeramente diferente, fue publicado a través de London Records el 28 de julio de 1965, con el título de Go Now – The Moody Blues #1.

## Lanzamiento

### Sencillos
- «Go Now» fue publicado como el sencillo principal del álbum el 13 de noviembre de 1964 en el Reino Unido, donde alcanzó el número 1. En los Estados Unidos, alcanzó el puesto #10.[6]
- «I Don't Want to Go On Without You» fue el segundo sencillo del álbum. Fue publicado en el Reino Unido el 26 de febrero de 1965, alcanzó la posición #33.[7]
- «From the Bottom of My Heart (I Love You)» es el tercer sencillo del álbum; fue lanzado el 28 de mayo de 1965, donde alcanzó las posiciones #22 y #93 en el Reino Unido y los Estados Unidos respectivamente.[6]
- «Stop» es el cuarto y último sencillo del álbum. Fue publicado en 1966, solamente en los Estados Unidos, Canadá y los Países Bajos. Alcanzó el número 98 en los Estados Unidos.[6]

### Relanzamientos
El 15 de diciembre de 2014, Esoteric Recordings anunció una edición de lujo remasterizada de 2 CDs (ECLEC 22473) del álbum en honor a su próximo lanzamiento de 50° aniversario. Está edición incluía el álbum original, junto con todos los sencillos que la banda grabó desde 1964 hasta 1966. También incluye 29 canciones inéditas, incluyendo las sesiones de julio de 1964 en los estudios Olympic en Londres, producidas por Alex Wharton.

## Lista de canciones

### LP: Decca / LK 4711 (UK)
| Lado uno |                         |          |  |
| N.º      | Título                  | Duración |  |
| 1.       | «I'll Go Crazy»         | 2:13     |  |
| 2.       | «Something You Got»     | 2:49     |  |
| 3.       | «Go Now»                | 3:14     |  |
| 4.       | «Can't Nobody Love You» | 4:06     |  |
| 5.       | «I Don't Mind»          | 3:26     |  |
| 6.       | «I've Got a Dream»      | 2:50     |  |

| Lado dos |                           |          |  |
| N.º      | Título                    | Duración |  |
| 1.       | «Let Me Go»               | 3:14     |  |
| 2.       | «Stop»                    | 2:05     |  |
| 3.       | «Thank You Baby»          | 2:30     |  |
| 4.       | «It Ain't Necessarily So» | 3:21     |  |
| 5.       | «True Story»              | 1:46     |  |
| 6.       | «Bye Bye Bird»            | 2:49     |  |

### LP: London / PS 428 (US)
| Lado uno |                         |          |  |
| N.º      | Título                  | Duración |  |
| 1.       | «I Go Crazy»            | 2:08     |  |
| 2.       | «And My Baby's Gone»    | 2:15     |  |
| 3.       | «Go Now»                | 3:10     |  |
| 4.       | «It's Easy Child»       | 3:10     |  |
| 5.       | «Can't Nobody Love You» | 4:00     |  |
| 6.       | «I Have a Dream»        | 2:50     |  |

| Lado dos |                                     |          |  |
| N.º      | Título                              | Duración |  |
| 1.       | «Let Me Go»                         | 3:08     |  |
| 2.       | «I Don't Want to Go On Without You» | 2:45     |  |
| 3.       | «True Story»                        | 1:40     |  |
| 4.       | «It Ain't Necessarily So»           | 2:47     |  |
| 5.       | «Bye Bye Bird»                      | 2:50     |  |
| 6.       | «From the Bottom of My Heart»       | 3:20     |  |

## Créditos
Créditos adaptados desde las notas del álbum.
The Moody Blues
- Denny Laine – voz principal, guitarra, armónica
- Mike Pinder – piano, voz principal (5), órgano
- Clint Warwick – voz principal (6), bajo eléctrico
- Ray Thomas – percusión, flauta, armónica, voz principal (10)
- Graeme Edge – batería, percusión, coros

Músicos adicionales
- Elaine Caswell – percusión

Personal técnico
- Denny Cordell – productor
- Alex Wharton – productor (3)

Diseño
- Nicholas Wright – fotografía
- Shirley Scott-James – diseño de portada

## Historial de lanzamientos
| Región         | Fecha                   | Formato | Discográfica                                | Ref.   |
| -------------- | ----------------------- | ------- | ------------------------------------------- | ------ |
| Reino Unido    | 23 de julio de 1965     | LP      | Decca                                       | [ 10 ] |
| Estados Unidos | 28 de julio de 1965     | LP      | London                                      | [ 11 ] |
| Japón          | 15 de julio de 2006     | CD      | Air Mail Archive                            | [ 12 ] |
| Europa         | 24 de noviembre de 2014 | CD      | Esoteric                                    | [ 13 ] |
| Europa         | 7 de mayo de 2021       | CD      | Esoteric (50th anniversary limited edition) | [ 14 ] |